# إدسون مارتينز
إدسون مارتينز (بالبرتغالية: Edson Martins‏) هو متزلج جماعي برازيلي، ولد في 4 أكتوبر 1989.

## وصلات خارجية
- إدسون مارتينز على موقع IBSF (الإنجليزية)
- إدسون مارتينز على موقع أوليمبيديا (الإنجليزية)